# Rhyacophila nakagawai
Rhyacophila nakagawai är en nattsländeart som beskrevs av Kobayashi 1969. Rhyacophila nakagawai ingår i släktet Rhyacophila och familjen rovnattsländor. Inga underarter finns listade i Catalogue of Life.